# پل بروکر
پل بروکر (انگلیسی: Paul Brooker؛ زادهٔ ۲۵ نوامبر ۱۹۷۶) بازیکن فوتبال اهل بریتانیا است.
از باشگاه‌هایی که در آن بازی کرده‌است می‌توان به باشگاه فوتبال فولام، باشگاه فوتبال دورکینگ واندررز، باشگاه فوتبال ردینگ، باشگاه فوتبال هاوانت و واترلوویل، باشگاه فوتبال چرتسی تاون، باشگاه فوتبال استیونج، باشگاه فوتبال برنتفورد، باشگاه فوتبال برایتون اند هوو آلبیون، و باشگاه فوتبال لستر سیتی اشاره کرد.